# Женіва (Пенсільванія)
Женіва (англ. Geneva) — переписна місцевість (CDP) в США, в окрузі Кроуфорд штату Пенсільванія. Населення — 121 особа (2020).

## Географія
Женіва розташована за координатами 41°33′43″ пн. ш. 80°13′34″ зх. д. / 41.56194° пн. ш. 80.22611° зх. д. (41.562014, -80.225979).  За даними Бюро перепису населення США в 2010 році переписна місцевість мала площу 0,56 км², уся площа — суходіл.

## Демографія
Згідно з переписом 2010 року, у переписній місцевості мешкало 109 осіб у 52 домогосподарствах у складі 32 родин. Густота населення становила 193 особи/км².  Було 57 помешкань (101/км²).
Расовий склад населення:
| - 97,2 % — білих - 0,9 % — чорних або афроамериканців |

До двох чи більше рас належало 1,8 %. Частка іспаномовних становила 0,0 % від усіх жителів.
За віковим діапазоном населення розподілялося таким чином: 11,9 % — особи молодші 18 років, 67,9 % — особи у віці 18—64 років, 20,2 % — особи у віці 65 років та старші. Медіана віку мешканця становила 50,2 року. На 100 осіб жіночої статі у переписній місцевості припадало 84,7 чоловіків;  на 100 жінок у віці від 18 років та старших — 81,1 чоловіків також старших 18 років.
Середній дохід на одне домашнє господарство  становив 59 218 доларів США (медіана — 59 167), а середній дохід на одну сім'ю — 65 670 доларів (медіана — 62 500). За межею бідності перебувало 8,4 % осіб, у тому числі 0,0 % дітей у віці до 18 років та 24,1 % осіб у віці 65 років та старших.
Цивільне працевлаштоване населення становило 88 осіб. Основні галузі зайнятості: освіта, охорона здоров'я та соціальна допомога — 25,0 %, виробництво — 14,8 %, роздрібна торгівля — 13,6 %.